# Libby Gibson
Libby Gibson (1994) è un'ex sciatrice alpina statunitense specialista dello slalom gigante.

## Biografia
Attiva in gare FIS dal dicembre del 2009, in Nor-Am Cup la Gibson ha esordito il 3 gennaio 2011 a Sunday River in slalom gigante (29ª) e ha colto la sua unica vittoria, nonché unico podio, il 3 febbraio 2014 nella medesima località. Si è ritirata durante la stagione 2016-2017; la sua ultima gara in Nor-Am Cup è stata lo slalom speciale di Burke Mountain del 5 gennaio e la sua ultima gara in carriera lo slalom gigante universitario disputato a Whiteface Mountain il 28 gennaio, entrambi non completati dalla Gibson. Non ha debuttato in Coppa del Mondo né preso parte a rassegne olimpiche o iridate.

## Palmarès

### Nor-Am Cup
- Miglior piazzamento in classifica generale: 39ª nel 2014
- 1 podio:
  - 1 vittoria

#### Nor-Am Cup - vittorie
| Data            | Località     | Paese       | Specialità |
| --------------- | ------------ | ----------- | ---------- |
| 3 febbraio 2014 | Sunday River | Stati Uniti | GS         |

Legenda:

GS = slalom gigante